# James Fox-Lane
James Fox-Lane (août 1756 - 7 avril 1821), connu sous le nom de James Fox jusqu'en 1773, est un gentilhomme terrien anglais, qui représente Horsham au Parlement pendant six ans.

## Biographie
Il est le fils aîné de Sackville Fox d'East Horsley, Surrey, et de sa femme Ann Holloway. Son père meurt en 1760 et lui laisse son domaine dans le Surrey, donnant un revenu d'environ 1 300 £ par an. Formé à la Marylebone School, il est admis au Christ's College de Cambridge en 1771 et y étudie jusqu'en 1774 . Le 22 février 1773, il hérite du domaine de Bramham Park, dans le Yorkshire, de son oncle paternel George Fox-Lane (1er baron Bingley), et prend par la suite le nom de Fox-Lane.
Par extravagance dans sa jeunesse, il s'endette auprès de l'usurier Robert Mackreth. Mackreth achète le domaine de Fox-Lane dans le Surrey très peu de temps après la majorité de James en 1777 et le revend avec un beau profit. Il tente également d'acheter le domaine du Yorkshire, mais la vente est annulée par la Cour de chancellerie. Fox-Lane prend par la suite John Scott comme avocat et poursuit Mackreth, alléguant que Mackreth l'a escroqué et que les transactions ont commencé alors que Fox-Lane était encore mineur. Son procès est couronné de succès et il reçoit l'argent de l'achat du domaine de Surrey avec intérêts et frais, pour un total d'environ 20 000 £. Mackreth fait appel, mais le verdict est confirmé par le Lord Chancellor et, en 1791, la Chambre des lords.
Le 23 juillet 1789, Fox-Lane épouse l'hon. Marcia Lucy Pitt (1756-1822), la fille de George Pitt (1er baron Rivers). Ils ont quatre fils et une fille :
- George Lane-Fox (1793-1848)
- William Augustus Pitt Lane-Fox (mort le 11 février 1832), Grenadier Guards, épouse Lady Caroline Douglas, sœur de George Douglas (17e comte de Morton), et a des descendants, dont Augustus Pitt Rivers
- Sackville Lane-Fox (1797-1874)
- Thomas Henry Lane-Fox (décédé le 22 novembre 1861), vicaire de Sturminster Newton
- Marcia Bridget Lane-Fox (décédée le 10 juin 1826), épouse Sir Edward Vavasour 1er baronnet) le 5 août 1815

Le 5 mai 1790, Fox-Lane est nommé lieutenant dans la Milice du Dorsetshire dont son beau-père est colonel.
Bien qu'il ait rejoint le Brooks's Club, une célèbre société de Whigs, Fox-Lane s'intéresse peu à la politique. Frances, la vicomtesse douairière d'Irvine, est l'une de ses voisines du Yorkshire et, lors des élections de 1796, il est élu pour l'un des sièges qu'elle contrôle à Horsham. Aucun discours ou vote connu de sa part n'est répertorié, et il ne se présente pas aux élections de 1802. Il meurt le 7 avril 1821, sa santé déclinant depuis un certain temps, et laisse une succession d'une valeur de 120 000 £.